# Новокарамышево
Новокарамышево (баш. Яңы Ҡарамыш) — деревня в Гафурийском районе Республики Башкортостан Российской Федерации. Входит в состав Бельского сельсовета. 

## География

### Географическое положение
Расстояние до:
- районного центра (Красноусольский): 25 км,
- центра сельсовета (Инзелга): 7 км,
- ближайшей ж/д станции (Белое Озеро): 25 км.

## Население
| 2002 | 2009 | 2010 |
| ---- | ---- | ---- |
| 91   | ↗98  | ↘81  |

Согласно переписи 2002 года, преобладающая национальность — башкиры (85 %).